# Night Is Short, Walk On Girl
Night Is Short, Walk On Girl (яп. 夜は短し歩けよ乙女, Yoru wa Mijikashi Aruke yo Otome, укр. Ніч коротка, тож гуляй, дівчинко) — японський анімаційний романтично-комедійний фільм 2017 року режисера Масаакі Юаси. Фільм заснований на романі 2006 року «Ніч коротка, тож гуляй, дівчинко», написаному Томіхіко Морімі та проілюстрованому Юсуке Накамурою, який також слугував оригінальним дизайнером персонажів фільму. Він отримав Гран-прі за найкращий анімаційний фільм на Міжнародному фестивалі анімації в Оттаві та премію Японської академії за найкращий анімаційний фільм року.
Фільм є духовним продовженням The Tatami Galaxy, також заснованого на романі Морімі та режисера Юаси. Незважаючи на те, що дія обох історій відбувається в Кіотському університеті з деякими спільними персонажами, їхні сюжетні лінії значною мірою не пов'язані між собою.

## Сюжет
У фільмі розповідається про нічну прогулянку двох студентів університету: жінки без імені, яку протягом усього фільму називають кохай (яп. 後輩, молодша) або kurokami no otome (яп. 黒髪の乙女, чорноволоса дівчина) у титрах фільму, — і чоловіка без імені — якого називають сенпай (яп. 先輩, старший) у фільмі та його титрах. Сенпай планує зізнатися у своїх романтичних почуттях до кохай тієї ночі, хоча обставини тримають їх у розлуці більшу частину вечора.
Кохай зустрічає в барі збоченця Тодо. Вона завойовує прихильність двох інших відвідувачів, Хіґучі та Ханукі, після того, як вдарила Тодо, коли той приставав до неї. Хіґучі та Ханукі ведуть кохану на вечірки до незнайомців, де вона випиває вражаючу кількість алкоголю. Пізніше вона бере участь у грі на випивку з Ріхаку, надприродною істотою, і перемагає.
Тим часом сенпай і кохай вирушають на фестиваль уживаних книг, щоб знайти книжку з малюнками з дитинства кохай. Там Ріхаку влаштовує конкурс з поїдання гострих страв, під час якого любителі книг змагаються, щоб вибрати книгу з його рідкісної колекції. Сенпай помічає, що серед колекції є книжка з малюнками кохай, і бере участь у конкурсі. Він виграє книгу, але конкурс перериває Бог фестивалів уживаної книги (за допомогою кохай), який перерозподіляє всі книги Ріхаку назад на фестиваль за помірними цінами.
Отримавши книгу, сенпай і кохай ідуть на шкільний фестиваль. Сенпай дізнається, що кохай має грати головну роль у фінальній сцені партизанської театральної постановки. Він намагається замінити виконавця головної ролі, але йому це не вдається. Застудившись, сенпай повертається додому.
Кохай відвідує супутників, яких вона зустріла протягом ночі, які застудилися так само, як і сенпай, і доглядає за ними, щоб вони одужали. Її останній візит — до сенпая, який дає їй примірник «Рататама» і пропонує разом відвідати книгарню, на що вона з ентузіазмом погоджується. Фільм закінчується тим, що вони зустрічаються за кавою перед тим, як піти до книгарні.

## Виробництво
Над фільмом працювала та сама команда, що й над The Tatami Galaxy, зокрема оригінальний автор Морімі, оригінальний дизайнер персонажів Накамура, дизайнер персонажів і головний наглядовий аніматор Нобутакі Іто, сценарист Макото Уеда та режисер Юаса. 
Гурт Asian Kung-Fu Generation також повернувся, щоб написати та виконати пісню «Kōya o Aruke» (яп. 荒野を歩け, досл. Прогулянка по дикій землі).
Для рекламування виходу фільму в Південній Кореї, корейський гурт Romantic Punch також був залучений для створення образної пісні «Moonwalk in Kyoto» (밤은 짧아 걸어 아가씨야). Корейська назва пісні збігається з назвою роману та фільму).

## Випуск
Night Is Short, Walk On Girl вийшов у Японії 7 квітня 2017 року. 
На міжнародному рівні фільм був випущений компанією Anime Limited у Великій Британії та Ірландії 4 жовтня 2017 року та GKIDS у Сполучених Штатах 21 серпня 2018 року (де він має назву The Night Is Short, Walk On Girl). В Австралії компанія Half Symbolic Films випустила фільм у кінотеатрах 14 лютого 2019 року. Англійський дубляж фільму вийшов на HBO Max 12 січня 2021 року.

## Сприйняття

### Відгуки критиків
На агрегаторі рецензій Rotten Tomatoes рейтинг схвалення фільму становить 90% на основі 31 рецензії із середнім рейтингом 7,3/10. На сайті критики сходяться на думці: «Винахідливо анімований, сміливо креативний і освіжаюче амбітний, Night Is Short, Walk On Girl має глибоко резонувати з шанувальниками нестандартних аніме». Metacritic, який використовує середньозважену оцінку, поставив фільму оцінку 65 зі 100 на основі 7 критиків, що означає «загалом схвальні відгуки».

### Нагороди та номінації
| Нагорода                                       | Категорія                               | Номінант                     | Результат |
| ---------------------------------------------- | --------------------------------------- | ---------------------------- | --------- |
| 41-й Оттавський міжнародний фестиваль анімації | Кращий повнометражний анімаційний фільм | Night Is Short, Walk On Girl | Перемога  |
| 50-й кінофестиваль у Сіджасі                   | Кращий анімаційний фільм                | Night Is Short, Walk On Girl | Номінація |
| 41-ша премія Японської академії                | Анімація року                           | Night Is Short, Walk On Girl | Перемога  |
| Crunchyroll Anime Awards                       | Кращий фільм                            | Night Is Short, Walk On Girl | Номінація |